# Nichols Point
Nichols Point – miasto w Australii, w stanie Wiktoria.